# 라즈니쉬 생화학 테러

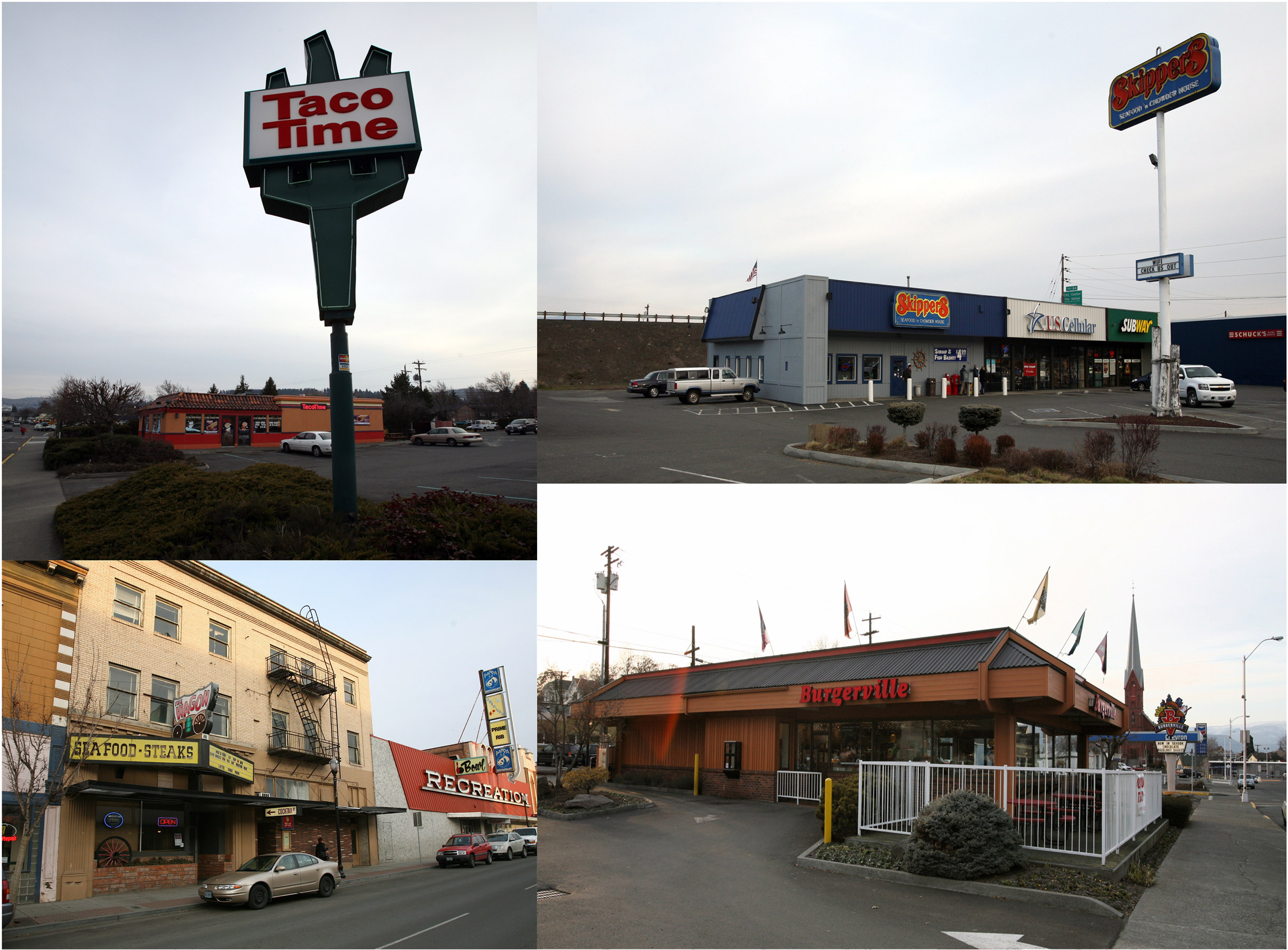
테러 공격을 받은 식당 4개소

라즈니쉬 생화학 테러(Rajneeshee bioterror attack)는 1984년 8월에서 10월에 걸쳐 미국 오리건주 댈러스의 샐러드바 4개소에서 음식에 살모넬라균을 타서 751명이 중독되고 45명이 심각한 피해를 입은 사건이다. 테러를 일으킨 것은 구루 오쇼 라즈니쉬의 추종자들로, 도시의 유권자들이 투표를 하지 못하는 상태로 만들어서 1984년 와스코 군 지방선거에서 자기네 후보가 당선되게 만들려는 공작이었다. 미국 본토에서 발생한 역사상 최초이자 단일 규모로는 가장 큰 생화학 테러였다.